# Friedrich Dethlefs

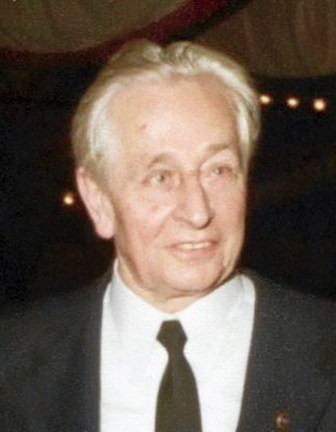
Friedrich (Fiete) Dethlefs

Friedrich „Fiete“ Dethlefs (* 25. November 1909 in Hamburg; † 19. Dezember 1985 ebenda) war ein deutscher Kaufmann und ehemaliges Mitglied der Hamburgischen Bürgerschaft für die SPD.

## Politik
Fiete Dethlefs begann seine politische Tätigkeit in der Hamburger KPD. Schon während des Dritten Reiches nahm er an illegalen Treffen ehemaliger Mitglieder der verbotenen Partei teil, um Vorbereitungen für die „Zeit danach“ zu treffen. So wie auch andere Angehörige des Widerstandes gegen den Nationalsozialismus in verschiedenen Gruppierungen berieten. Aber Versuche, schon wenige Tage nach Ende des Zweiten Weltkrieges wieder Parteien zu gründen, scheiterten. Vertreter der englischen Besatzungsmacht, die in Hamburg eingezogen war, verboten zunächst strikt die Gründung. So einigten sich Gruppierungen vor allem des linken politischen Spektrums im Mai 1945 darauf, eine Gewerkschaft zu gründen.
In der Sozialistischen Freien Gewerkschaft  (SFG) vereinigten sich im Hamburger Gewerkschaftshaus Mitglieder des Internationalen Sozialistischen Kampfbundes, Sozialdemokraten, Kommunisten und Gewerkschafter. Unter dem Vorsitz des Sozialdemokraten Walter Schmedemann wurden für die Kommunisten neben Hans Ek auch Friedrich Dethlefs in den Vorstand gewählt. Die SFG hatte sofort großen Erfolg. Schon nach wenigen Wochen lagen Aufnahmeanträge von 50.000 Menschen vor. Die Besatzungsmacht betrachtete die stürmische Entwicklung mit großer Sorge und zwang die Einheitsgewerkschaft schon im Juni 1945 zur Selbstauflösung, um nur Einzelgewerkschaften zuzulassen.

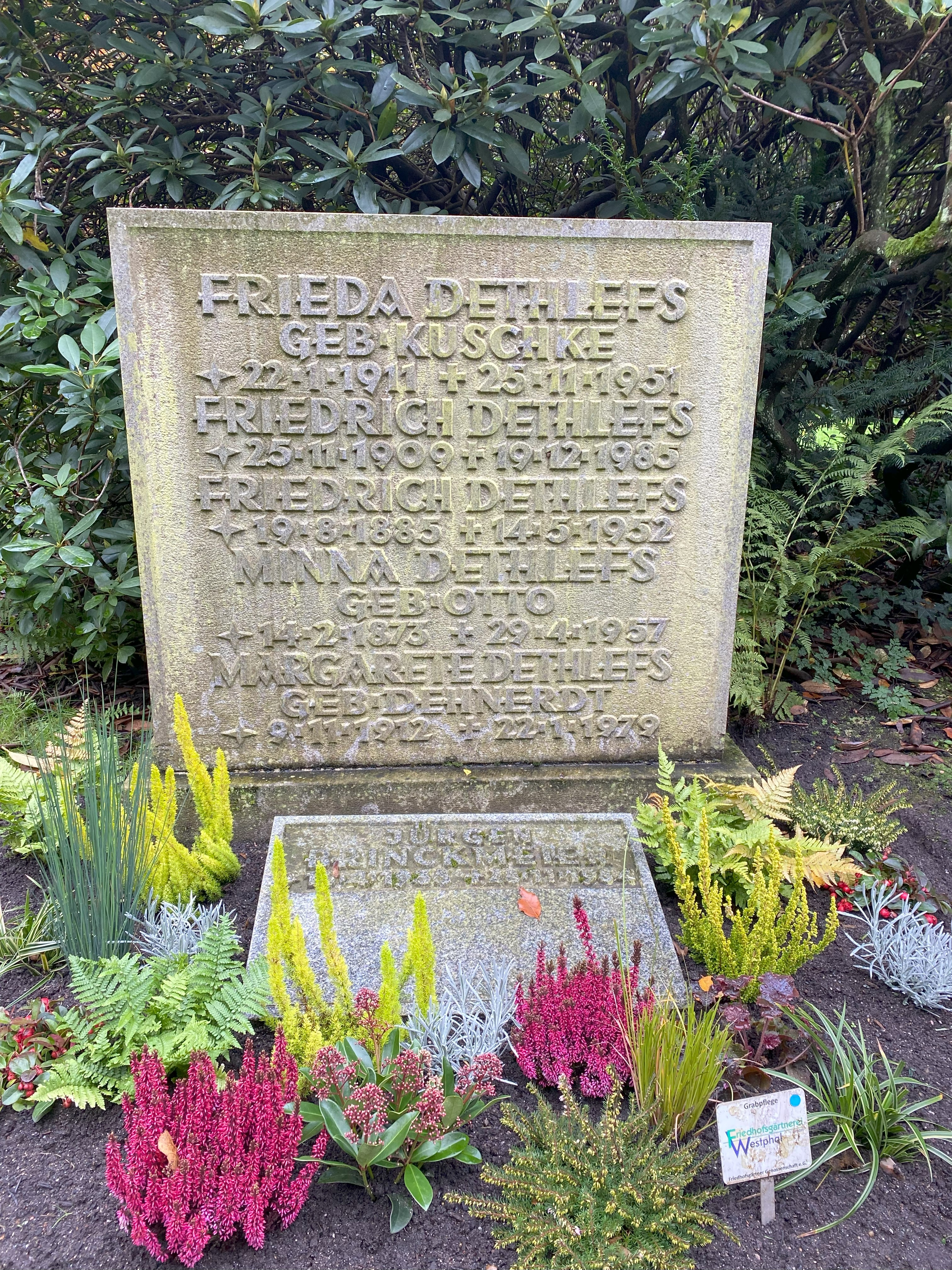
Grabstätte auf dem Friedhof Ohlsdorf

Als kurz darauf die Gründung der KPD zugelassen wurde, gehörte Dethlefs dort zu den Gründungsmitgliedern. Vorsitzender des Bezirks Wasserkante, zu dem neben Hamburg auch Schleswig-Holstein gehörte, wurde  Friedrich Dettmann, der schon vor 1933 der Hamburgischen Bürgerschaft angehört hatte. Zunächst war die KPD vor allem damit beschäftigt, zu versuchen, ihren Einfluss geltend zu machen, um eine bessere Versorgung der notleidenden Bevölkerung zu erreichen.
Bald brachen innerparteiliche Konflikte auf um die Frage, ob die KPD sich mit der SPD zu einer gemeinsamen sozialistischen Partei zusammenschließen solle. Darüber hatten die Verfolgten des Naziregimes auch in Gefängnissen und Konzentrationslagern diskutiert und es gab viele Befürworter. Aber Dettmann, der wohl mit klaren Anweisungen von Besuchen in Moskau zurückkam, brachte die Parteimitglieder dazu, einen Zusammenschluss abzulehnen. In der Folge trat Dethlefs aus der KPD aus und wurde SPD-Mitglied.
In der SPD lag seine politische Heimat im Distrikt Hamburg-Eppendorf, in dem er lange als Vorsitzender tätig war. Er gehörte dem Kreisvorstand Hamburg-Nord an, zu dessen Vorsitzenden auch Helmut Schmidt zählte. Am 30. Januar 1962 rückte Dethlefs für den zurückgetretenen Arthur Busch in die Hamburgische Bürgerschaft nach. Ende Juni 1971 legte er sein Mandat im Zusammenhang mit Korruptionsvorwürfen nieder. Ihm war vorgeworfen worden, ein Mitglied der Bodenordnungskommission, seinen Parteifreund Max Reimer, dazu aufgefordert zu haben, in dieser Kommission dafür zu stimmen, ein Grundstück in der Straße Palmaille an die Architektengemeinschaft Kruse zu vergeben und dieses mit der Mitgliedschaft der Kruses in der SPD und einer avisierten Spende über 40.000 DM für die Partei begründet zu haben. Reimer hatte diesen Vorgang an den SPD-Landesvorsitzenden Oswald Paulig und Ulrich Hartmann, den SPD-Fraktionsgeschäftsführer in der Bürgerschaft, gemeldet. Die beteiligten Architekten Adolph und Klaus Kruse bestritten, Dethleffs beauftragt zu haben in der Angelegenheit tätig zu werden.

## Leben

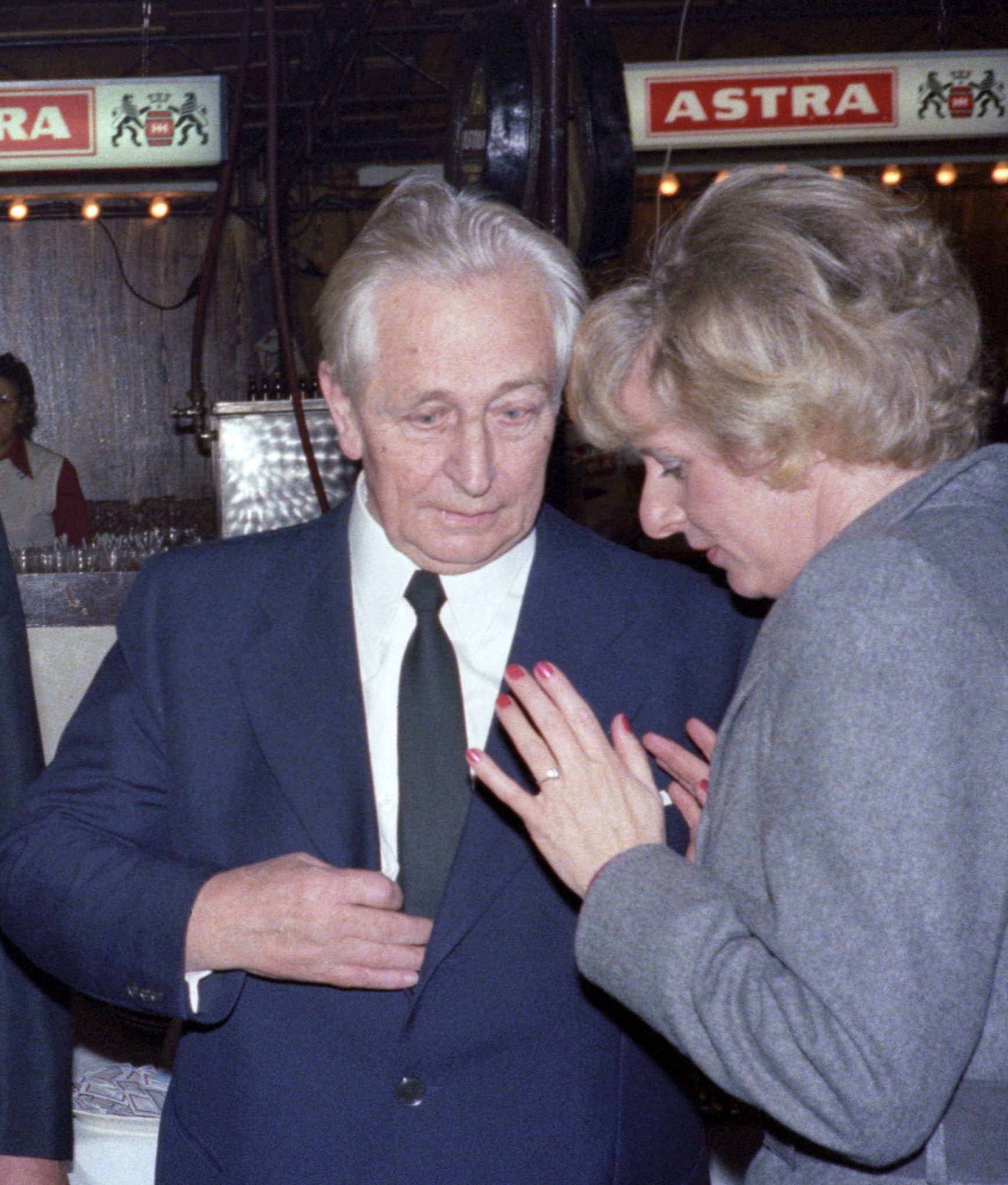
Marianne Brinckmeier auf dem Empfang ihres Vaters zum 70. Geburtstag

Friedrich Dethlefs war verheiratet. Seine Tochter Marianne Brinckmeier machte in der Berliner SPD Karriere. Sie war verheiratet mit dem SPD-Politiker Jürgen Brinckmeier und wurde unter anderem zur Vizepräsidentin des Berliner Abgeordnetenhauses gewählt.
Neben seiner politischen Tätigkeit lag Dethlefs die Berufsgruppe der Schausteller besonders am Herzen. Ihr Wirken würdigte er in seinem 1979 im Selbstverlag erschienenen Buch 650 Jahre Hamburger Dom – das große Volksfest des Nordens.
Friedrich Dethlefs wurde in der Familiengrabstätte auf dem Friedhof Ohlsdorf beigesetzt. Sie liegt im Planquadrat O 17, nördlich der Cordesallee.